# Serge Tonus
Pas d'image ? Cliquez ici

a Compétitions nationales et continentales officielles uniquement.

b Matchs officiels uniquement.
Serge Tonus, né le 26 octobre 1927 à Chiarano (Italie) et mort le 19 juin 2017 à Montpellier (France), est un joueur et entraîneur français de rugby à XV et rugby à XIII dans les années 1940, 1950 et 1960.
Il débute par le rugby à XV et évolue sous les couleurs de L'Isle-Jourdain, Tournay et Tarbes. Avec ce dernier, il dispute et perd la finale du Championnat de France 1951 avec Armand Save.
Il franchit ensuite le rubicon et rejoint le rugby à XIII en signant pour Albi. Il y décroche deux titres de Championnat de France en 1956 et 1958. En 1960, il rejoint Villefranche et y termine sa carrière en remportant le Championnat de France de 2e division en 1962.
Fort de ses performances en club, il est sélectionné à sept reprises de l'équipe de France entre 1957 et 1960.

## Biographie
Capitaine de Villefranche, il remporte contre La Réole au Stade de l'Aiguille de Limoux le Championnat de France de 2e division en 1962.

## Palmarès

### En rugby à XV
- Collectif :
  - Finaliste du Championnat de France : 1951 (Tarbes).

### En rugby à XIII
- Collectif :
  - Vainqueur du Championnat de France : 1956 et 1958[note 1] (Albi).
  - Vainqueur du Championnat de France de 2e division : 1962 (Villefranche).